# Scottish League Cup 2007-2008
La Scottish League Cup 2007-2008 è stata la 61ª edizione della seconda più prestigiosa competizione ad eliminazione diretta della Scozia, nota per ragioni di sponsor anche come CIS Insurance Cup.
I vincitori del torneo sono stati i Rangers che hanno sconfitto il Dundee United in finale dopo i calci di rigore.

## Risultati

### 1º turno eliminatorio
| Squadra 1           | Risultato   | Squadra 2          |
| ------------------- | ----------- | ------------------ |
| Berwick Rangers     | 3 - 1 (dts) | Stenhousemuir      |
| Brechin City        | 0 - 1       | Stirling Albion    |
| Clyde               | 0 - 3       | Raith Rovers       |
| Cowdenbeath         | 2 - 0       | Dumbarton          |
| Dundee              | 2 - 0       | Greenock Morton    |
| Forfar Athletic     | 0 - 1       | Peterhead          |
| Hamilton Academical | 2 - 1       | East Stirlingshire |
| Livingston          | 5 - 0       | Ayr Utd            |
| Queen's Park        | 2 - 1       | Alloa Athletic     |
| Ross County         | 3 - 1       | Elgin City         |
| Arbroath            | 4 - 2       | Albion Rovers      |
| East Fife           | 1 - 0       | Queen of the South |
| Partick Thistle     | 2 - 1       | Airdrie Utd        |
| Stranraer           | 1 - 2       | Montrose           |

| Arbitro: | Brown |

|                                                 |           |          |
| Gemmill 15’ (rig.) Bolochoweckyj 105’ Wood 111’ | Marcatori | 90’ Lyle |

| Arbitro: | Freeland |

|  |           |             |
|  | Marcatori | 31’ McKenna |

| Arbitro: | Winter |

|  |           |                              |
|  | Marcatori | 21’ Tod 70’ Carcary 80’ Weir |

| Arbitro: | Tumilty |

|                        |           |  |
| Clarke 69’ Dalziel 77’ | Marcatori |  |

| Arbitro: | Smith |

|                        |           |  |
| Zemlik 47’ Swankie 52’ | Marcatori |  |

| Arbitro: | Charleston |

|  |           |            |
|  | Marcatori | 15’ Istead |

| Arbitro: | Boyle |

|                        |           |                    |
| Offiong 30’ McLeod 76’ | Marcatori | 57’ (rig.) McBride |

| Arbitro: | Collum |

|                                                                 |           |  |
| Craig 3’ Snodgrass 36’ MacKay 39’, 83’ (rig.) Lowing 75’ (aut.) | Marcatori |  |

| Arbitro: | McKendrick |

|                         |           |            |
| Canning 26’ Trouten 40’ | Marcatori | 65’ Mackie |

| Arbitro: | Somers |

|                              |           |                  |
| Dowie 23’ Barrowman 72’, 90’ | Marcatori | 44’ Charlesworth |

| Arbitro: | Nicholls |

|                                     |           |                         |
| Brazil 1’, 6’ Scott 20’ Sellars 22’ | Marcatori | 80’ Hunter 88’ Chisholm |

| Arbitro: | O'Reilly |

|              |           |  |
| McDonald 63’ | Marcatori |  |

| Arbitro: | Richmond |

|                        |           |             |
| Harkins 14’ Murray 88’ | Marcatori | 61’ McKenna |

| Arbitro: | Muir |

|           |           |                      |
| Keogh 54’ | Marcatori | 17’ Stein 34’ Gibson |

### 2º turno eliminatorio
| Squadra 1       | Risultato       | Squadra 2           |
| --------------- | --------------- | ------------------- |
| Berwick Rangers | 2 - 3           | Hamilton Academical |
| Dundee          | 2 - 2 (6-5 dcr) | Livingston          |
| Gretna          | 3 - 1           | Cowdenbeath         |
| Inverness       | 3 - 1           | Arbroath            |
| Montrose        | 1 - 2           | Falkirk             |
| Peterhead       | 0 - 3           | Kilmarnock          |
| Queen's Park    | 1 - 2           | Hibernian           |
| Partick Thistle | 0 - 0 (5-4 dcr) | St. Johnstone       |
| Stirling Albion | 0 - 2           | Hearts              |
| St. Mirren      | 0 - 1           | East Fife           |
| Dundee Utd      | 2 - 1           | Ross County         |
| Motherwell      | 3 - 1           | Raith Rovers        |

| Arbitro: | Somers |

|                              |           |                           |
| Diack 31’ Parratt 65’ (aut.) | Marcatori | 15’ Winters 55’, 75’ Wake |

| Arbitro: | MacKay |

|                               |                      |                       |
| Robertson 33’ Lyle 86’ (rig.) | Marcatori            | 8’ Mitchell 49’ Craig |
|                               | Tiri di rigore 6 – 5 |                       |

| Arbitro: | Winter |

|                                   |           |            |
| Barr 52’ Yantorno 85’ Jenkins 88’ | Marcatori | 13’ O'Neil |

| Arbitro: | Finnie |

|                             |           |           |
| Niculae 34’, 74’ Wyness 64’ | Marcatori | 71’ Scott |

| Arbitro: | Freeland |

|          |           |                        |
| Wood 83’ | Marcatori | 17’ Higdon 60’ Thomson |

| Arbitro: | Tumilty |

|  |           |                                  |
|  | Marcatori | 30’ Nish 48’ Wright 55’ Naismith |

| Arbitro: | Smith |

|            |           |                         |
| Dunlop 62’ | Marcatori | 56’ Morais 58’ Fletcher |

| Arbitro: | McKurry |

|  |                      |  |
|  | Tiri di rigore 5 – 4 |  |

| Arbitro: | Underhill |

|  |           |                               |
|  | Marcatori | 39’ (aut.) Ellis 53’ Kingston |

| Arbitro: | Underhill |

|  |           |              |
|  | Marcatori | 63’ O'Reilly |

| Arbitro: | Allan |

|                               |           |               |
| Hunt 65’ (rig.) Robertson 88’ | Marcatori | 78’ Barrowman |

| Arbitro: | Collum |

|                                     |           |             |
| McLean 45’ McCormack 74’ Porter 90’ | Marcatori | 48’ Carcary |

### 3º turno eliminatorio
| Squadra 1           | Risultato   | Squadra 2   |
| ------------------- | ----------- | ----------- |
| Falkirk             | 0 - 1       | Dundee Utd  |
| Hamilton Academical | 2 - 0       | Kilmarnock  |
| Hearts              | 4 - 1 (dts) | Dunfermline |
| Inverness           | 3 - 0       | Gretna      |
| Dundee              | 1 - 2       | Celtic      |
| East Fife           | 0 - 4       | Rangers     |
| Hibernian           | 2 - 4       | Motherwell  |
| Partick Thistle     | 0 - 2       | Aberdeen    |

| Arbitro: | Thomson |

|  |           |            |
|  | Marcatori | 60’ Wilkie |

| Arbitro: | Clarke |

|  |           |                           |
|  | Marcatori | 16’ McCarthy 37’ McArthur |

| Arbitro: | Winter |

|                                             |           |             |
| Nadé 34’ (rig.) Berra 97’ Elliot 100’, 102’ | Marcatori | 84’ Simmons |

| Arbitro: | Freeland |

|                                 |           |  |
| Bayne 21’ Wilson 67’ Wyness 80’ | Marcatori |  |

| Arbitro: | Brines |

|              |           |                                         |
| McDonald 71’ | Marcatori | 27’ McDonald 60’ Vennegoor of Hesselink |

| Arbitro: | Collum |

|  |           |                                           |
|  | Marcatori | 14’ Novo 35’, 66’ (rig.) Boyd 54’ Cuéllar |

| Arbitro: | Tumilty |

|                                  |           |                                                  |
| Donaldson 11’ Antoine-Curier 85’ | Marcatori | 17’ Clarkson 20’ Lasley 24’ McCormack 83’ Porter |

| Arbitro: | Dougal |

|  |           |                         |
|  | Marcatori | 42’ Young 64’ Considine |

### Quarti di finale
| Squadra 1  | Risultato | Squadra 2           |
| ---------- | --------- | ------------------- |
| Aberdeen   | 4 - 1     | Inverness           |
| Celtic     | 0 - 2     | Hearts              |
| Dundee Utd | 3 - 1     | Hamilton Academical |
| Motherwell | 1 - 2     | Rangers             |

| Arbitro: | Underhill |

|                                                  |           |           |
| Nicholson 10’ (rig.), 21’ (rig.), 78’ Miller 45’ | Marcatori | 68’ Bayne |

| Arbitro: | Clark |

|  |           |                  |
|  | Marcatori | 77’, 86’ Velicka |

| Arbitro: | McCurry |

|                    |           |                    |
| Hunt 10’, 77’, 85’ | Marcatori | 79’ (rig.) Offiong |

| Arbitro: | Brines |

|           |           |                   |
| Quinn 90’ | Marcatori | 23’ Novo 53’ Boyd |

### Semifinali
| Squadra 1 | Risultato | Squadra 2  |
| --------- | --------- | ---------- |
| Rangers   | 2 - 0     | Hearts     |
| Aberdeen  | 1 - 4     | Dundee Utd |

| Arbitro: | McCurry |

|                              |           |  |
| Ferguson 50’ Darcheville 69’ | Marcatori |  |

| Arbitro: | Dougal |

|               |           |                                            |
| Considine 19’ | Marcatori | 22’ Dods 59’ Kalvenes 65’ Conway 77’ Gomis |

### Finale
| Squadra 1  | Risultato       | Squadra 2 |
| ---------- | --------------- | --------- |
| Dundee Utd | 2 - 2 (2-3 dcr) | Rangers   |

| Arbitro: | Clark |

| |                      | |
| Hunt 34’ de Vries 95’ | Marcatori            | 86’, 113’ Boyd |
| | Tiri di rigore 2 – 3 | |
| · Załuska · Kovačević · Kenneth · Wilkie · 94’ Kalvenes · 96’ Buaben · Flood · Kerr · Gomis · 78’ Hunt · de Vries · A disposizione: · McLean · Dods · Dillon · 96’ Robertson · 78’ Conway | Formazioni           | · McGregor · Broadfoot 54’ · Cuéllar · Weir · Papac 61’ · Burke 116’ · Hemdani 45’ · Ferguson · Dailly · Davis · McCulloch 64’ · A disposizione: · Alexander · Whittaker 116’ · Thomson · Boyd 61’ · Darcheville 45’ |
| Levein | Allenatori           | Smith |

## Classifica marcatori
| Gol |  |  | Giocatore        | Squadra     |
| --- |  |  | ---------------- | ----------- |
| 5   |  |  | Noel Hunt        | Dundee Utd  |
| 5   |  |  | Kris Boyd        | Rangers     |
| 3   |  |  | Andrew Barrowman | Ross County |
| 3   |  |  | Barry Nicholson  | Aberdeen    |
| 2   |  |  | Calum Elliot     | Hearts      |
| 2   |  |  | Andrius Velička  | Hearts      |